# Orosháza (distrikt)
Orosháza är ett distrikt i Ungern. Det ligger i provinsen Békés, i den centrala delen av landet, 170 km sydost om huvudstaden Budapest.